# Micromollusque

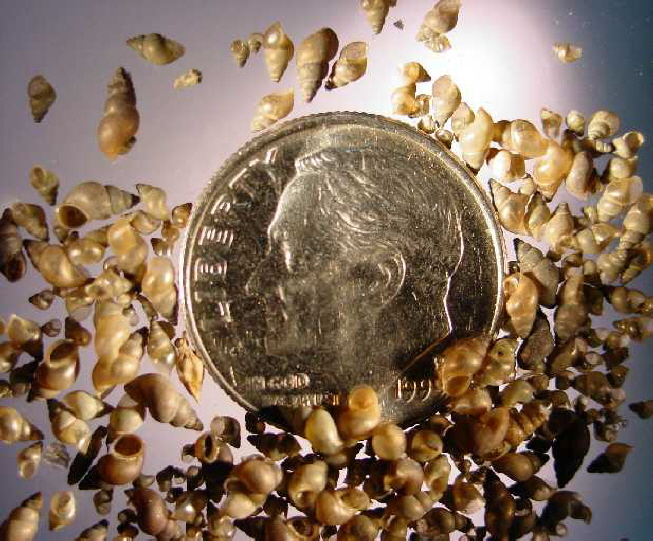
Coquilles de l'escargot d'eau douce Potamopyrgus antipodarum par rapport à une pièce de dix cents américaine de 18 mm de diamètre.

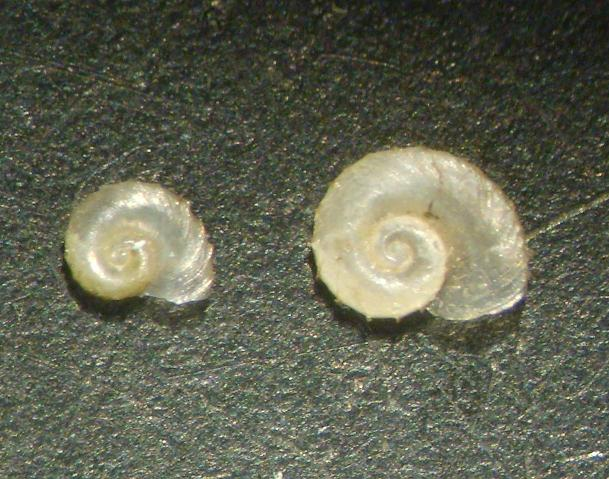
Deux coquilles de l'escargot d'eau douce, d'environ 2 ou 3 mm de largeur.

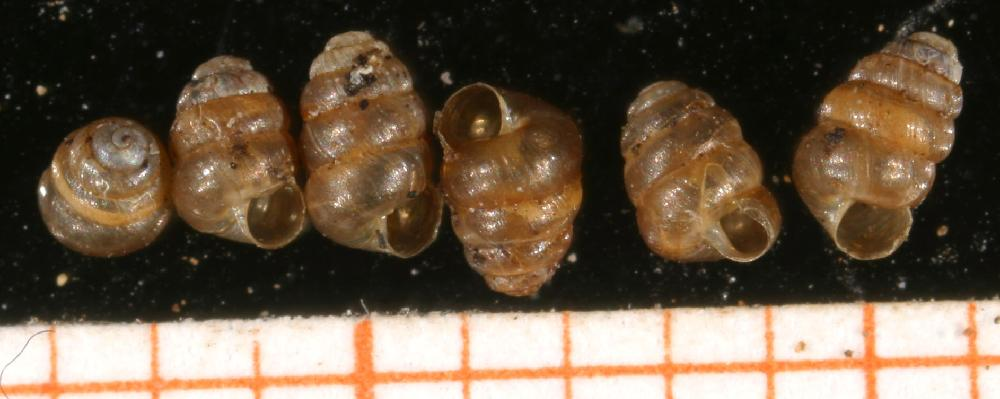
Six coquilles de l'escargot terrestre. La barre d'échelle est en mm.

Un micromollusque est un mollusque dont la coquille est extrêmement petite, même à sa taille adulte. Le terme est généralement, mais pas exclusivement, appliqué aux mollusques marins, bien que de nombreuses espèces d'escargots terrestres et de mollusques d'eau douce aient également de très petites dimensions à l'âge adulte.
Ces minuscules mollusques et leurs minuscules coquilles sont faciles à ignorer, car beaucoup sont à peine visibles à l'œil nu, et beaucoup de gens ne savent donc même pas qu'ils existent. Il existe néanmoins un grand nombre de familles et d'espèces, en particulier parmi les escargots de mer, qui sont suffisamment petites pour être considérées comme des micromollusques.
Un nombre considérable d'espèces de gastéropodes marins ne font que 5 ou 6 mm à l'âge adulte, beaucoup seulement 2 ou 3 mm, et quelques-unes ont des coquilles adultes de longueur égale ou inférieure à un millimètre. Malgré leur petite taille, beaucoup de ces coquilles ont des reliefs élaborés. Beaucoup sont même assez colorées, bien que d'autres soient incolores et translucides.
Certaines espèces de micromollusques sont très communes dans leur habitat, où elles peuvent parfois être présentes en très grand nombre. Elles passent cependant souvent inaperçues des beachcombers, des collectionneurs de coquillages et même de certains conchyologues.
Les micromollusques ne sont pas un sujet d'étude très populaire, même parmi les malacologues professionnels, principalement parce que ces espèces minuscules peuvent être très difficiles à étudier. Il faut souvent beaucoup de soin, de patience et de persévérance pour trouver des micromollusques, les trier, les stocker et les identifier correctement. Travailler avec eux nécessite également des techniques et un équipement spéciaux par rapport à ceux nécessaires pour la plupart des espèces à plus grandes coquilles. Discriminer les caractéristiques nécessaires pour identifier les micromollusques au niveau de l'espèce nécessite presque toujours une loupe binoculaire. L'identification ou la photographie adéquate des espèces les plus petites peut parfois nécessiter un microscope électronique à balayage. L'accès à une bibliothèque de recherche scientifique de premier ordre est également souvent nécessaire, car de nombreux livres d'identification des coquillages et guides de terrain (en) populaires omettent complètement les micromollusques ou ne citent que très peu d'espèces pour chaque zone.
Les micromollusques sont donc moins bien connus que les mollusques plus grands, et de nombreuses espèces  doivent sans doute encore être découvertes et décrites.

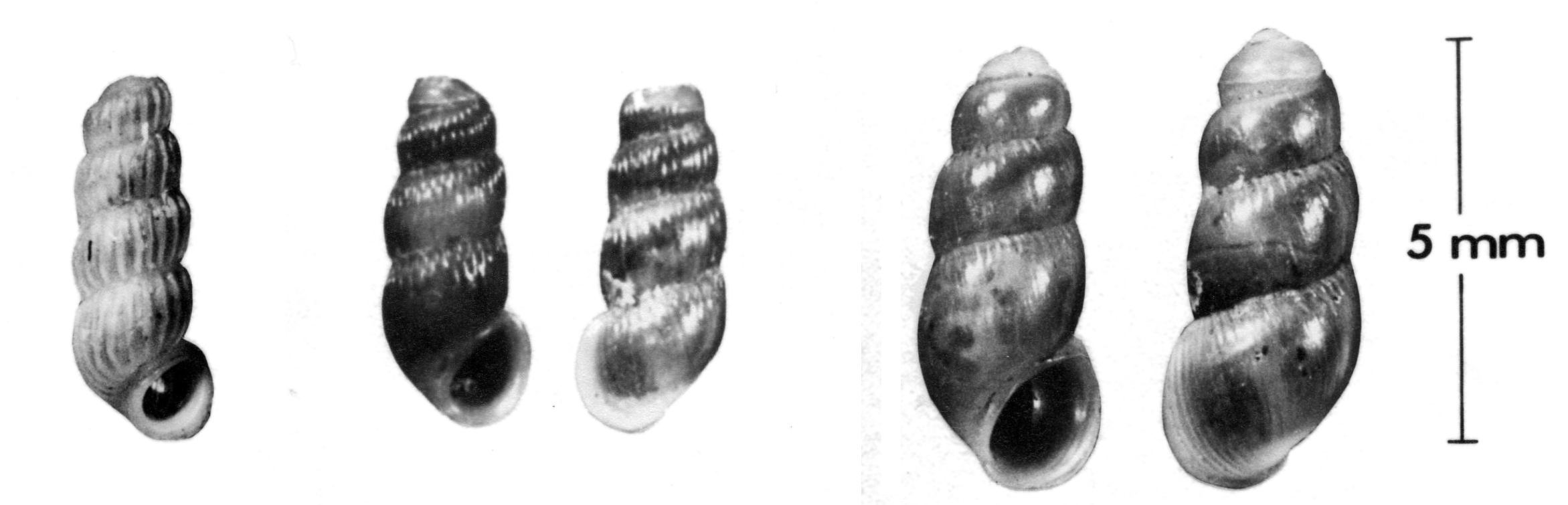
Coquilles de quelques micromollusques : de gauche à droite, Truncatella bahamensis (holotype), Truncatella bilabiata bilabiata et Truncatella pulchella.

## Définir la taille
Il n'existe encore aucune définition universellement acceptée de la taille maximale des micromollusques. De ce fait, l'utilisation du mot varie d'un expert à l'autre ; cependant, la taille maximale de la coquille des micromollusques est généralement de 5 à 7 mm.
Les coquilles des plus petits micromollusques mesurent moins d'un millimètre à l'âge adulte, et elles sont donc véritablement microscopiques, plus petites en fait que certains grains de sable. De nombreux autres micromollusques sont de taille maximale de 2 à 4 mm ; cela signifie que ces coquillages sont beaucoup trop petits pour être ramassés simplement avec les doigts.

## Techniques utilisées
Les micromollusques sont le plus souvent trouvés par l'examen minutieux d'échantillons de sédiments prélevés dans des zones « d'apparence prometteuse ». Une fois que les échantillons de sédiments sont propres et secs, ils sont examinés au microscope. Les coquilles sont prélevées à l'aide d'un très petit pinceau en poils de martre qui a été humidifié à la pointe. Des pincettes entomologiques souples sont également parfois utilisées. Les coquilles de cette taille sont généralement stockées dans de petits flacons en verre ou dans des microsupports en papier.

### Échantillonnage marin
Les minuscules coquillages d'espèces marines mortes s'échouent sur les plages de sable, dans les dépôts de dérive les plus légers, dans des zones abritées où les plus petites particules de détritus sont abandonnées par la marée descendante ; c'est souvent dans une partie plutôt plate et plane de la plage. Lorsque quelques coquillages minuscules sont observés lors d'une inspection visuelle minutieuse, un échantillon de sédiment prélevé à cet endroit peut en contenir beaucoup plus.
Sous l'eau en mer, par exemple lors d'une plongée sous-marine, un échantillon de sédiments est souvent prélevé dans des zones telles que la couche superficielle de sable sous les rochers, ou au bord d'un récif de corail. On trouve également des micromollusques vivants en lavant du goémon ou des algues dans un seau d'eau douce.

### Échantillonnage non-marin
Les micromollusques terrestres sont souvent récoltés dans des échantillons de litière de feuilles, qui sont ensuite filtrés ou tamisés, puis examinés à la loupe sous une forte lumière.
Les micromollusques d'eau douce qui vivent sur les plantes aquatiques sont souvent collectés en passant vigoureusement un filet à plancton à proximité, de sorte que de minuscules mollusques finissent par tomber dans le tube de verre au bout du filet. Les petits micromollusques benthiques comme les pisidies sont récoltés en prélevant un échantillon de la boue du fond dans un filet à long manche à mailles fines, puis en l'agitant à plusieurs reprises dans l'eau, jusqu'à ce que seules des particules solides restent dans le filet.
Étant donné que la plupart des coquilles d'escargots terrestres vides et de nombreuses coquilles d'eau douce vides flottent, un autre moyen efficace d'échantillonner des coquilles mortes peut être de trier la dérive des rivières, les accumulations de petits morceaux flottants laissés par les ruisseaux et les rivières après les inondations.

## Exclus de la catégorie
Les juvéniles ou les stades larvaires des grandes espèces de mollusques ne sont pas considérés comme des micromollusques, même si ces coquilles immatures peuvent parfois être très petites et se rencontrent souvent dans les mêmes échantillons de sédiments que ceux-ci.

## Exemples

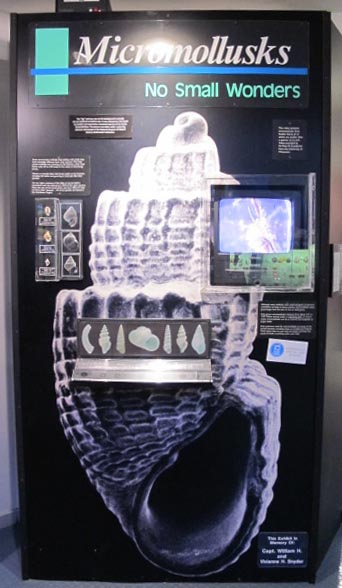
L'exposition du Bailey-Matthews National Shell Museum sur les micromollusques présente certaines espèces de Sanibel, en Floride.

Le mot « micromollusque » est utilisé le plus souvent pour les espèces marines à coquilles, bien qu'un nombre raisonnable d'espèces terrestres et d'eau douce soient également suffisamment petites pour être qualifiées de micromollusques : par exemple, les escargots terrestres de la famille des Punctidae (en) et la majorité des espèces du genre bivalve d'eau douce Pisidium.
De nombreuses familles de gastéropodes marins sont entièrement ou presque entièrement composées d'espèces minuscules :
- Aclididae
- Assimineidae
- Caecidae
- Cerithiopsidae
- Cingulopsidae
- Elachisinidae
- Eulimidae
- Falsicingulidae (en)
- Fossariidae (Planaxidae)
- Iravadiidae
- Juliidae (les gastéropodes bivalves)
- Limacinidae
- Litiopidae (en)
- Mathildidae
- Obtortionidae (en)
- Omalogyridae (en) (les plus petits gastéropodes connus : toutes les espèces sont inférieures à 1 mm)
- Orbitestellidae (en)
- Peraclidae (en)
- Pyramidellidae
- Retusidae
- Ringiculidae (en)
- Rissoellidae (en)
- Rissoidae
- Scaliolidae (en)
- Scissurellidae (en)
- Skeneidae (en)
- Skeneopsidae
- Tornidae
- Triphoridae
- Truncatellidae
- Vanikoridae

Voir aussi :
- Acteonidae
- Acteonoidea
- Barleeia et d'autres genres parmi les Barleeiidae

Espèces d'eau douce et terrestres :
- Hydrobiidae (une famille d'eau douce)
- Truncatella, un genre de gastéropodes terrestres de la famille des Truncatellidae
- Pisidium, un genre de bivalves d'eau douce de la famille des Pisidiidae (ou des Sphaeriidae selon WoRMS)